# Federico Willoughby-MacDonald
Federico David Willoughby-MacDonald Moya (Santiago de Chile, 2 de febrero de 1938-Ib., 27 de febrero de 2020) fue un político chileno. Alcanzó notoriedad como el más cercano asesor de Augusto Pinochet y de la Junta militar durante los primeros años de la dictadura iniciada en 1973.

## Inicios
Fue dirigente estudiantil conservador, Secretario de la Federación de Estudiantes Secundarios de Santiago (FESES) en 1957. Se tituló de periodista en la Universidad de Chile donde también fue dirigente de la FECH.
Cercano a Jorge Alessandri hasta su muerte, trabajó en sus campañas senatorial y presidencial. Lo asistió como colaborador privado en La Moneda durante su gobierno entre 1958-1964 y en la campaña presidencial de 1970.
Fue periodista de El Diario Ilustrado, Ercilla, La Nación, corresponsal de The Miami Herald y Jefe de Prensa del Servicio de Informaciones de la Embajada de Estados Unidos (USIS) en Chile en 1966. Posteriormente fue Gerente de Relaciones Públicas y Asuntos gubernamentales de Ford en Chile hasta 1972.

## Promotor civil del golpe de 1973
Willoughby-MacDonald fue férreo opositor al Gobierno de Salvador Allende y la Unidad Popular (UP), a través de la Sociedad Nacional de Agricultura (SNA) como director de la revista El Campesino, y por sus alocuciones en Radio Agricultura. Diversas investigaciones lo consideran uno de los promotores civiles del golpe de Estado en Chile de 1973, al propiciar encuentros secretos entre la oficialidad militar y los grupos conservadores. El día 11 de septiembre fue el único civil que asumió un rol activo en la Junta Militar que tomó el gobierno. Su voz se hizo conocida cuando leyó algunos de los conocidos “bandos” que se transmitieron por cadena nacional de radio. Días después, fue designado Secretario de Prensa de la Junta Militar hasta 1976.

## Quiebre con la Junta Militar
Sin embargo, un profundo quiebre con Manuel Contreras, Jefe de Inteligencia de Augusto Pinochet, quien lo amenazó de muerte en Madrid, terminó por alejarlo de la junta militar. Su cercanía a ambos personajes, le valió ser testigo en más de 30 causas iniciadas contra la DINA y Manuel Contreras lo que finalmente se tradujo en su condena a cadena perpetua. En 1980 volvió a la política, creó el Movimiento Cívico Militar con la cooperación de Pinochet, quien lo abortó por presiones de su gabinete civil. Más tarde, junto con Pablo Rodríguez Grez y Gastón Acuña, creó el Movimiento de Acción Nacional (MAN) del que fue elegido presidente en las convenciones de 1985 y 1986.

## Opositor a Pinochet y asesor de Patricio Aylwin
Convencido de que era necesaria una salida política al gobierno castrense, participó en la llamada “apertura política” y luego en el “Acuerdo Nacional”. Adhirió a la campaña del NO para el plebiscito de 1988, formó el Comando Independientes por el No con Orlando Sáenz, Lily Garafulic, Ernesto Barreda y Gonzalo Cienfuegos. Sufrió un atentado en su contra en 1989 cuando era candidato independiente por la Concertación por el Distrito 33 (Rengo). En 1990 asumió como Asesor de Asuntos Especiales del Presidente Patricio Aylwin hasta marzo de 1994.

## Historial electoral

### Elecciones parlamentarias de 1989
- Elecciones parlamentarias de 1989 a diputado por el Distrito 33 (Codegua, Coinco, Coltauco, Doñihue, Graneros, Machalí, Malloa, Mostazal, Olivar, Quinta de Tilcoco, Rengo y Requinoa)[8]

## Obras escritas
En 2012 publicó un libro de memorias, La guerra, de 377 páginas, ISBN 9568933026, Editorial	MOMENTUM, en el que relata sus experiencias de 50 años. En 2014 editó una segunda versión titulada La guerra: páginas íntimas del poder, 1957-2014, de 352 páginas, bajo el sello de UQBAR Editores ISBN 9789563539257.